# Henry Cromwell
Henry Crommwell (Huntingdon, 20 de enero de 1628 - Wicken, 23 de marzo de 1674) fue un militar y revolucionario británico, cuarto hijo de Oliver Cromwell.

## Biografía
Henry Crommwell nació en Huntingdon y sirvió bajo el mando de su padre durante la segunda etapa de la Revolución inglesa. Pasó gran parte de su vida en Irlanda, donde lo envió su padre y donde rápidamente había ascendido a posiciones de poder. 
En 1653 se casó con Elizabeth Rusell, fallecida en 1687, hija de Sir Francis Russell, quien le dio cinco hijos y dos hijas. 
En 1654 estaba de regreso en Irlanda, después de haber hecho muchos trabajos para su padre, ahora Lord protector, en el gobierno del país; fue nombrado general de las fuerzas armadas de Irlanda y miembro del Consejo de Estado irlandés. Estaba nominalmente subordinado a Charles Fleetwood, pero tras la partida de Fleetwood a Inglaterra en septiembre de 1655, se convirtió en el verdadero amo de la isla. 
En 1657 aconsejó a su padre que no aceptara el nombramiento como rey. 
Después de la muerte de Oliver Crommwell, Henry aprobó la sucesión de su hermano Richard. A pesar de haber rechazado colaborar en la restauración de Carlos II de Inglaterra, cuando el rey tomó el poder se le permitió vivir en Inglaterra, en Spinney Abbey, en el condado de Cambridgeshire. 
Murió en Wicken en 1674.